# Campeonato Tocantinense de Segunda División 2024
El Campeonato Tocantinense de Segunda División fue la 16.ª edición de la división de ascenso del fútbol Tocantinense. La competición inició el 1 de octubre de 2024 y finalizó el 10 de diciembre del mismo año. Los dos mejores ascendieron al Campeonato Tocantinense 2025.

## Sistema de disputa
El Campeonato se jugó en cuatro fases: en la primera fase, los 13 equipos se dividieron en dos grupos denominados “Grupo A”, que contó con siete equipos y “Grupo B”, que contó con seis equipos, que se enfrentaron en partidos de ida. Los cuatros mejores clasificados de cada grupo avanzaron a los cuartos de final. En la fase de "semifinales", los equipos se enfrentaron en partidos de ida y vuelta. Los dos mejores equipos garantizaron el ascenso y decidieron el título de la edición de 2024. El campeón y el subcampeón ascendieron a la primera división estatal de 2025.

## Participantes
- Batalhão
- Interporto
- São José
- Alvorada
- Araguaia
- União de Palmas
- Taquarussú
- Arsenal
- Araguacema
- Bela Vista
- Colinas
- Guaraí
- Sparta

## Primera fase

### Grupo A

#### Clasificación
| Pos. | Equipo          | Pts. | PJ | G | E | P | GF | GC | Dif. | Clasificación 2024                  |
| ---- | --------------- | ---- | -- | - | - | - | -- | -- | ---- | ----------------------------------- |
| 1    | Batalhão        | 14   | 6  | 4 | 2 | 0 | 22 | 5  | +17  | Clasificado a los cuartos de final. |
| 2    | Interporto      | 12   | 6  | 3 | 3 | 0 | 16 | 5  | +11  | Clasificado a los cuartos de final. |
| 3    | Araguaia        | 11   | 6  | 3 | 2 | 1 | 9  | 5  | +4   | Clasificado a los cuartos de final. |
| 4    | São José        | 11   | 6  | 3 | 2 | 1 | 11 | 10 | +1   | Clasificado a los cuartos de final. |
| 5    | Alvorada        | 7    | 6  | 2 | 1 | 3 | 7  | 9  | −2   |                                     |
| 6    | Taquarussú      | 3    | 6  | 1 | 0 | 5 | 4  | 21 | −17  |                                     |
| 7    | União de Palmas | 0    | 6  | 0 | 0 | 6 | 4  | 18 | −14  |                                     |

Actualizado a los partidos jugados el 9 de noviembre de 2024.
 Fuente: GE

#### Fixture
| Fecha                         | Lugar                |                 |  | Resultado  |  |                 |
| ----------------------------- | -------------------- | --------------- |  | ---------- |  | --------------- |
| 1 de octubre de 2024, 19:00   | Palmas               | União de Palmas |  | 0:5        |  | Batalhão        |
| 4 de octubre de 2024, 16:00   | Palmas               | São José        |  | 2:2        |  | Interporto      |
| 16 de octubre de 2024, 16:00  | Paraíso do Tocantins | Taquarussú      |  | 1:2        |  | Araguaia        |
| 11 de octubre de 2024, 19:00  | Palmas               | Batalhão        |  | 7:1        |  | Taquarussú      |
| 12 de octubre de 2024, 16:00  | Palmas               | União de Palmas |  | 1:2        |  | São José        |
| 12 de octubre de 2024, 19:00  | Alvorada             | Alvorada        |  | 0:0        |  | Araguaia        |
| 19 de octubre de 2024, 9:00   | Palmas               | Taquarussú      |  | 2:1        |  | União de Palmas |
| 19 de octubre de 2024, 16:00  | Porto Nacional       | Interporto      |  | 1:1        |  | Batalhão        |
| 19 de octubre de 2024, 16:00  | Palmas               | São José        |  | 2:1        |  | Alvorada        |
| 22 de octubre de 2024, 16:00  | Palmas               | São José        |  | 2:0        |  | Taquarussú      |
| 23 de octubre de 2024, 16:00  | Palmas               | Araguaia        |  | 1:1        |  | Interporto      |
| 23 de octubre de 2024, 19:00  | Alvorada             | Alvorada        |  | 0:3        |  | Batalhão        |
| 26 de octubre de 2024, 16:00  | Palmas               | União de Palmas |  | 1:3        |  | Alvorada        |
| 29 de octubre de 2024, 19:00  | Palmas               | Batalhão        |  | 3:0        |  | Araguaia        |
| 30 de octubre de 2024, 16:00  | Palmas               | Taquarussú      |  | 0:6        |  | Interporto      |
| 2 de noviembre de 2024, 16:00 | Porto Nacional       | Interporto      |  | 3:1        |  | União de Palmas |
| 2 de noviembre de 2024, 16:00 | Palmas               | Araguaia        |  | 3:0        |  | São José        |
| 2 de noviembre de 2024, 19:00 | Alvorada             | Alvorada        |  | 3:0 (W.O.) |  | Taquarussú      |
| 9 de noviembre de 2024, 16:00 | Palmas               | Araguaia        |  | 3:0        |  | União de Palmas |
| 9 de noviembre de 2024, 16:00 | Porto Nacional       | Interporto      |  | 3:0        |  | Alvorada        |
| 9 de noviembre de 2024, 20:00 | Palmas               | Batalhão        |  | 3:3        |  | São José        |

### Grupo B

#### Clasificación
| Pos. | Equipo     | Pts. | PJ | G | E | P | GF | GC | Dif. | Clasificación 2024                  |
| ---- | ---------- | ---- | -- | - | - | - | -- | -- | ---- | ----------------------------------- |
| 1    | Bela Vista | 13   | 5  | 4 | 1 | 0 | 17 | 1  | +16  | Clasificado a los cuartos de final. |
| 2    | Sparta     | 11   | 5  | 3 | 2 | 0 | 10 | 2  | +8   | Clasificado a los cuartos de final. |
| 3    | Guaraí     | 9    | 5  | 3 | 0 | 2 | 12 | 6  | +6   | Clasificado a los cuartos de final. |
| 4    | Araguacema | 7    | 5  | 2 | 1 | 2 | 10 | 7  | +3   | Clasificado a los cuartos de final. |
| 5    | Arsenal    | 0    | 4  | 0 | 0 | 4 | 1  | 9  | −8   |                                     |
| 6    | Colinas    | 0    | 4  | 0 | 0 | 4 | 1  | 26 | −25  |                                     |

Actualizado a los partidos jugados el 9 de noviembre de 2024.
 Fuente: GE

#### Fixture
| Fecha                         | Lugar                |            |  | Resultado    |  |            |
| ----------------------------- | -------------------- | ---------- |  | ------------ |  | ---------- |
| 12 de octubre de 2024, 16:00  | Tocantinópolis       | Arsenal    |  | 0:3          |  | Bela Vista |
| 12 de octubre de 2024, 16:00  | Araguaína            | Sparta     |  | 6:0          |  | Colinas    |
| 12 de octubre de 2024, 18:00  | Guaraí               | Guaraí     |  | 2:0          |  | Araguacema |
| 19 de octubre de 2024, 16:00  | Cachoeirinha         | Bela Vista |  | 0:0          |  | Sparta     |
| 19 de octubre de 2024, 16:00  | Araguacema           | Araguacema |  | 7:1          |  | Colinas    |
| 19 de octubre de 2024, 18:00  | Guaraí               | Guaraí     |  | 3:1          |  | Arsenal    |
| 26 de octubre de 2024, 16:00  | Araguaína            | Sparta     |  | 1:0          |  | Arsenal    |
| 26 de octubre de 2024, 16:00  | Araguacema           | Araguacema |  | 0:3          |  | Bela Vista |
| 26 de octubre de 2024, 16:00  | Colinas do Tocantins | Colinas    |  | 0:5          |  | Guaraí     |
| 2 de noviembre de 2024, 16:00 | Guaraí               | Guaraí     |  | 1:2          |  | Sparta     |
| 2 de noviembre de 2024, 16:00 | Cachoeirinha         | Bela Vista |  | 8:0          |  | Colinas    |
| 2 de noviembre de 2024, 19:00 | Tocantinópolis       | Arsenal    |  | 0:2          |  | Araguacema |
| 9 de noviembre de 2024, 16:00 | Araguacema           | Araguacema |  | 1:1          |  | Sparta     |
| 9 de noviembre de 2024, 16:00 | Cachoeirinha         | Bela Vista |  | 3:1          |  | Guaraí     |
|                               |                      | Colinas    |  | No realizado |  | Arsenal    |

## Fase final

### Cuartos de final

#### Partidos de ida
| Fecha                          | Lugar      |            |  | Resultado |  |            |
| ------------------------------ | ---------- | ---------- |  | --------- |  | ---------- |
| 16 de noviembre de 2024, 16:00 | Palmas     | Araguaia   |  | 0:1       |  | Sparta     |
| 16 de noviembre de 2024, 16:00 | Araguacema | Araguacema |  | 3:1       |  | Batalhão   |
| 16 de noviembre de 2024, 18:00 | Guaraí     | Guaraí     |  | 3:1       |  | Interporto |
| 17 de noviembre de 2024, 16:00 | Palmas     | São José   |  | 2:1       |  | Bela Vista |

#### Partidos de vuelta
| Fecha                          | Lugar          |            |  | Resultado                   |  |            |
| ------------------------------ | -------------- | ---------- |  | --------------------------- |  | ---------- |
| 23 de noviembre de 2024, 15:30 | Araguaína      | Sparta     |  | 0:1 (Global: 1:1) pen. 6:5) |  | Araguaia   |
| 23 de noviembre de 2024, 15:30 | Palmas         | Batalhão   |  | 3:1 (Global: 4:4) pen. 3:1) |  | Araguacema |
| 23 de noviembre de 2024, 15:30 | Porto Nacional | Interporto |  | 1:1 (Global: 2:4)           |  | Guaraí     |
| 23 de noviembre de 2024, 15:30 | Cachoeirinha   | Bela Vista |  | 3:0 (Global: 4:2)           |  | São José   |

### Semifinales

#### Partidos de ida
| Fecha                          | Lugar     |          |  | Resultado |  |            |
| ------------------------------ | --------- | -------- |  | --------- |  | ---------- |
| 30 de noviembre de 2024, 15:45 | Palmas    | Batalhão |  | 4:0       |  | Guaraí     |
| 30 de noviembre de 2024, 19:30 | Araguaína | Sparta   |  | 0:1       |  | Bela Vista |

#### Partidos de vuelta
| Fecha                         | Lugar        |            |  | Resultado                   |  |          |
| ----------------------------- | ------------ | ---------- |  | --------------------------- |  | -------- |
| 4 de diciembre de 2024, 15:45 | Cachoeirinha | Bela Vista |  | 0:1 (Global: 1:1) pen. 5:4) |  | Sparta   |
| 4 de noviembre de 2024, 19:30 | Guaraí       | Guaraí     |  | 1:1 (Global: 1:5)           |  | Batalhão |

### Final

#### Partido de ida
| Fecha                         | Lugar        |            |  | Resultado |  |          |
| ----------------------------- | ------------ | ---------- |  | --------- |  | -------- |
| 7 de diciembre de 2024, 16:00 | Cachoeirinha | Bela Vista |  | 3:0       |  | Batalhão |

#### Partido de vuelta
| Fecha                          | Lugar  |          |  | Resultado         |  |            |
| ------------------------------ | ------ | -------- |  | ----------------- |  | ---------- |
| 10 de diciembre de 2024, 19:30 | Palmas | Batalhão |  | 2:2 (Global: 2:5) |  | Bela Vista |

## Goleadores[5]
| Pos. | Jugador   | Equipo     | Goles |
| ---- | --------- | ---------- | ----- |
| 1    | Rodolfo   | Batalhão   | 13    |
| 2    | Jean Bala | Bela Vista | 7     |
| 3    | Ailton Jr | Guaraí     | 6     |
| 4    | Afonso    | Batalhão   | 5     |
| 5    | Marcinho  | Bela Vista | 4     |